# Bełchów
Bełchów is een plaats in het Poolse district  Łowicki, woiwodschap Łódź. De plaats maakt deel uit van de gemeente Nieborów en telt 2000 inwoners.

## Verkeer en vervoer
- Station Bełchów